# 황정욱 묘 및 신도비
황정욱 묘 및 신도비(黃廷彧 墓 및 神道碑)는 대한민국 경기도 파주시 탄현면 금승리에 있다.  조선중기 문신으로 대제학을 역임한 황정욱(黃廷彧: 1532년 5월 20일(음력 4월 26일)~1607년 10월 4일(음력 8월 14일)의 묘 및 신도비이다. 2002년 7월 29일 파주시의 향토문화유산 제19호로 지정되었다.

## 개요
황정욱(黃廷彧, 1532~1607)은 방촌 황희의 후손으로 자는 경문(景文), 호는 지천(芝川), 본관은 장수(長水)이다. 1552년(명종 7) 사마시에 합격하고 1558년 식년문과에 병과로 급제하였다. 1561년 호조·예조의 좌랑을 역임하고 해미현감으로 나아갔으며 다시 내직으로 돌아와 성균관직강에 오르고 1565년 헌납 겸 지제교와 부수찬을 거쳐 지평을 지냈다. 1584년 주청사로 명에 가서 여러 왕대에 걸쳐 명나라 문헌에 태조 이성계의 부친이 이인임(李仁任)으로 잘못 기재된 문제, 즉 '종계변무(宗系辨誣)' 문제를 해결하고 돌아와 그 공으로 동지중추부사가 되고 이어 호조판서로 승진하였다. 1592년 임진왜란이 나자 호소사가 되어왕자 순화군(順和君)을 배종하여 관동으로 피신하였는데 이곳에서 왜장 가토 기요마사(加藤淸正)로부터 항복 권유문을 쓰도록 권유 받았으나 거절하였다. 하지만 두 왕자를 죽인다는 위협에 아들인 황혁(黃赫)이 대신 썼다. 이 항복권유문 문제는 동인과 서인간의 정치쟁점이 되었으며 이후 정권을 장악한 동인의 공격을 받아 길주에 유배되고 말았다. 1579년 왕의 특명으로 석방되었으나 복관되지 못한 채 숨을 거두었다. 사후 영의정에 추증되었고 청백리에 녹선되었다. 
묘역은 정서방향으로 조성되어 있는데 봉분 1기, 묘표석 1기, 상석, 향로석, 문인석 등이 배치되어 있다. 봉분은 개축하여 호석을 둘렀는데 정경부인 순창 조씨(淳昌趙氏)와의 합장묘이다. 묘역 아래에 위치한 신도비는 규모가 상당히 크고 이수부가 매우 섬세하게 조각되어 있는데 비문이 마모되어 육안으로 확인하기 어렵다.

## 같이 보기
- 황정욱